# Фарук Бен Мустафа
Фарук Бен Мустафа (Бизерта, 1. јул 1989) је професионални фудбалер, који игра на позицији голмана за ФК Ал Шабаб и за фудбалску репрезентацију Туниса.
За фудбалску репрезентацију Туниса игра од 2009. године, а у мају 2018. године позван је у састав за Светско првенство у фудбалу 2018. године, које је одржано у Русији.

## Трофеји

### Клупски
- Куп Туниса: 2013, 2017.
- Лига Туниса: 2015, другопласирани 2012.

### Национални тим
- Првенство афричких нација: 2011.